# Morrison (Colorado)
Morrison è un centro abitato (town) degli Stati Uniti d'America, situato nella contea di Jefferson dello Stato del Colorado. Nel censimento del 2000 la popolazione era di 430 abitanti.

## Geografia fisica
Secondo i rilevamenti dell'United States Census Bureau, Morrison si estende su una superficie di 5,7 km².